# Evijärvi
Evijärvi är en kommun i landskapet Södra Österbotten i Finland. Evijärvi har 2 404 invånare och har en yta på 390,71 km² av vilket 36,58 km² är vatten. Evijärvi är grundad 1867 och är numera också en utpräglad kommun för fritidsboende.
Evijärvi är enspråkigt finskt.
I kommunen finns byarna Ena och Kertusbyn.

## Politik

### Mandatfördelning i Evijärvi kommun, valen 1976–2021
| 4 | 2 | 12 | 1 | 2 |

| 4 | 1 | 13 | 3 |

| 3 | 1 | 13 | 1 | 3 |

| 2 | 1 | 15 | 3 |

| 2 | 2 | 14 | 1 | 2 |

| 1 | 2 | 15 | 1 | 2 |

| 1 | 2 | 16 | 1 | 1 |

| 2 | 15 | 1 | 3 |

| 16 | 5 |

| 3 | 15 | 1 | 2 |

| 16 | 5 |

| 1 | 3 | 14 | 1 | 2 |

| 16 | 5 |

| 1 | 1 | 12 | 1 | 2 |

| 12 | 5 |

| 1 | 1 | 9 | 1 | 5 |

| 16 |

## Demografi

### Befolkningsutveckling
| Befolkningsutvecklingen i Evijärvi 1975–2020                                                                 | Befolkningsutvecklingen i Evijärvi 1975–2020 | Befolkningsutvecklingen i Evijärvi 1975–2020 | Befolkningsutvecklingen i Evijärvi 1975–2020 | Befolkningsutvecklingen i Evijärvi 1975–2020 |
| --- | -------------------------------------------- | -------------------------------------------- | -------------------------------------------- | -------------------------------------------- |
| |                                              |                                              |                                              |                                              |
| År |                                              |                                              | Folkmängd                                    |                                              |
| 1975 | 1975                                         |                                              | 3 358                                        |                                              |
| 1980 | 1980                                         |                                              | 3 423                                        |                                              |
| 1985 | 1985                                         |                                              | 3 431                                        |                                              |
| 1990 | 1990                                         |                                              | 3 356                                        |                                              |
| 1995 | 1995                                         |                                              | 3 287                                        |                                              |
| 2000 | 2000                                         |                                              | 3 067                                        |                                              |
| 2005 | 2005                                         |                                              | 2 916                                        |                                              |
| 2010 | 2010                                         |                                              | 2 755                                        |                                              |
| 2015 | 2015                                         |                                              | 2 576                                        |                                              |
| 2020 | 2020                                         |                                              | 2 408                                        |                                              |
| Anm: Uppgifterna avser förhållandena den 31 december nämnda år enligt områdesindelningen den 1 januari 2022. |                                              |                                              |                                              |                                              |

### Språk
Befolkningen efter språk (modersmål) den 31 december 2022. Finska, svenska och samiska räknas som inhemska språk då de har officiell status i landet. Resten av språken räknas som främmande. För språk med färre än 10 talare är siffran dold av Statistikcentralen på grund av sekretesskäl.
| Språk                        | Talare 2022-12-31 | Talare 2022-12-31 |
| Språk                        | Antal             | Andel (%)         |
| ---------------------------- | ----------------- | ----------------- |
| Hela befolkningen            | 2 346             | 100,0             |
| Inhemska språk totalt        | 2 253             | 96,0              |
| Finska                       | 2 207             | 94,1              |
| Svenska                      | 46                | 2,0               |
| Främmande språk totalt       | 93                | 4,0               |
| Ryska                        | 30                | 1,3               |
| Estniska                     | 25                | 1,1               |
| Thailändska                  | 11                | 0,5               |
| Språk med färre än 10 talare | 27                | 1,2               |

|  | Finska (94,1 %) |

|  | Svenska (2,0 %) |

|  | Främmande språk (3,9 %) |

|  | Finska (94,1 %) |

|  | Svenska (2,0 %) |

|  | Främmande språk (3,9 %) |

## Vänorter
Evijärvi har åtminstone följande vänort:
- Pudozj, Ryssland[6]
- Själevad[7], Sverige (-1970)